# Négrette
Négrette is een cépage oorspronkelijk afkomstig van Cyprus, het is een gevoelige druivensoort voor rode wijn die veel gevonden wordt in het Zuidwesten van Frankrijk, rondom Toulouse.
Deze druivensoort wordt onder andere gebruikt in de Côtes de Gascogne.
Men vindt de soort ook in Haute-Garonne, Tarn-et-Garonne, Tarn, Vendée, Île de Ré, Gascogne en in California.

## Kenmerken
Dit cépage loopt vroeg in het jaar uit, neigt naar een iets te hoog zuurgehalte en heeft aroma's van frambozen en rode bessen. Naargelang de streek en de verbouwingsmethode geeft het soepele, fruitachtige wijnen, soms eenvoudig en soms zeer krachtig, donker gekleurd, rijk en gekruid. De wijn heeft een hoog tanninegehalte van zichzelf, waardoor lageren op eikenhouten vaten niet voor de hand ligt. De druif voelt zich thuis in het warme, droge klimaat van de streek, in een natter klimaat is hij gevoelig voor botrytis.

## Synoniemen[1]
- Bourgogne
- Cahors
- Cap de More
- Chalosse Noire
- Couporel
- Degoutant
- Folle Noire
- Morelet
- Morillon
- Mourelet

- Mourrelet
- Negralet
- Negraou
- Negret
- Negret de Gaillac
- Negret du Tarn
- Negrette de Fronton
- Negrette de Longages
- Negrette de Nice
- Negrette de Rabastens

- Negrette de Villaudric
- Negrette de Villemur
- Negrette Entiere
- Negrette Poujut
- Negretto
- Noirien
- Petit Negret
- Petit Negrette
- Petit Noir

- Petit Noir de Charentes
- Petit Noir de Fronton
- Pinot Saint Georges
- Pinot St. George
- Ragoutant
- Saintongeais
- Vesparo Noir
- Villemur